# Yo Yo Mundi
Gli Yo Yo Mundi sono un gruppo di folk rock italiano, originario di Acqui Terme (AL), nato alla fine del 1988.
Nel loro percorso musicale hanno spaziato dal combat folk alla canzone d'autore e negli anni hanno allargato i loro orizzonti artistici a contaminazioni con altre arti quali il cinema, il teatro e la letteratura.

## Storia del gruppo

### Le origini
Il gruppo nasce nel 1988 attorno alla figura di Paolo Enrico Archetti Maestri, già chitarrista e seconda voce degli Knot Toulouse gruppo di rock psichedelico con cui ha inciso solo il primo 45 giri del gruppo, The Leaves Are Turning Blue uscito nel 1987 per la Contempo Records) e poi cantante dei Viridanse prima del loro scioglimento avvenuto nel 1988, succedendo a Paolo Boveri.
Il gruppo piemontese tiene il suo primo concerto nell'estate del 1988 in occasione di una manifestazione contro l'inquinamento della Valle Bormida. La loro prima canzone è Freccia Vallona, un brano ispirato alla grande classica ciclistica del Belgio.
Emergono quindi subito tre fra i temi più ricorrenti della loro produzione: il legame con la propria terra e le proprie radici, l'impegno politico (anche in funzione ambientalista) e l'amore per lo sport e il gioco.
Nel 1989 autoproducono il loro primo demo tape (Freccia Vallona appunto, distribuito da Toast Records) con 6 brani. È del 1992, con la produzione artistica di Gianni Maroccolo, il loro primo lavoro in studio, Andeira, una cassetta con 6 brani registrati tra Pistoia e Genova.

### I primi album
Nel 1994 viene pubblicato il loro primo album, La diserzione degli animali del circo, che vede la partecipazione di vari musicisti internazionali tra cui Brian Ritchie e Gordon Gano dei Violent Femmes, band statunitense di alternative rock.
Il secondo album, Bande rumorose, del 1995, è un live registrato in presa diretta durante la trasmissione televisiva Segnali di Fumo in onda su Videomusic, con la collaborazione di diversi ospiti, esponenti della scena musicale alternativa italiana tra cui Marlene Kuntz, Ginevra Di Marco e Giorgio Canali.
Entrambi questi primi due lavori furono prodotti dal Consorzio Produttori Indipendenti, etichetta fondata da Gianni Maroccolo e Massimo Zamboni, allora componenti dei CSI.
Sempre nel 1995 va segnalata la partecipazione degli Yo Yo Mundi alla compilation Materiale resistente con la canzone I banditi della Acqui, brano da cui nascerà uno spettacolo teatrale intitolato Il Bandito della Acqui: memorie di un soldato dimenticato. Da qui in poi il tema della Resistenza italiana sarà uno dei più importanti della loro produzione.
Nel 1996 pubblicano Percorsi di musica sghemba, con la produzione artistica di Giorgio Canali e anche in questo caso con collaborazioni internazionali tra cui va ricordata quella di Trey Gunn, già stickista nei King Crimson e di Guy Kyser dei Thin White Rope. È un album con atmosfere diverse da quelle degli esordi ma molto apprezzato dalla critica, tanto che gli Yo Yo Mundi vincono il premio Max Generation come miglior gruppo italiano dell'anno, assegnato dal Gruppo Giornalisti Musicali. Insieme a Teresa De Sio registrano il brano "Girotondo" (Di Lucio Fabbri e Fabrizio de Andrè) che viene inserita nel CD "Fatto per un Mondo Migliore".
Sono questi gli anni in cui partecipano come ospiti a varie rassegne musicali (tra cui il Premio Tenco, il Premio Città di Recanati, l'Arezzo Wave) ed espandono la loro attività live anche all'estero con alcuni concerti in Svizzera, Francia, Austria e addirittura Malaysia.

### La consacrazione
Nel 1999 dopo tre anni di attesa dall'ultimo lavoro esce L'impazienza impreziosito ancora una volta dalla presenza di artisti di rilievo come Ivano Fossati che per loro scrive un brano Il Sud e il Nord.
La collaborazione con il cantautore genovese non si ferma qui, tanto che gli Yo Yo Mundi suonano nel suo album La disciplina della Terra del 2000.
Ma è nel 2001 che il gruppo piemontese dà alla luce quello che può essere considerato il loro biglietto da visita: Sciopero. È un progetto molto particolare, il loro primo lavoro di contaminazione tra le arti: è un estratto della sonorizzazione del film Sciopero! di Sergej Michajlovič Ėjzenštejn (maestro storico del cinema sovietico) che gli Yo Yo Mundi hanno realizzato per il Festival Internazionale di Cinema Muto tenutosi a Roma nel 1994.
Pur essendo un album quasi interamente strumentale ottiene un grande successo di pubblico e di critica tanto che ancora oggi questo spettacolo di sonorizzazione viene portato in scena, anche all'estero. È soprattutto nel Regno Unito che Sciopero ottiene grandi riconoscimenti: qui nel febbraio 2006 gli Yo Yo Mundi tengono un lungo tour che toccherà anche il Barbican Centre di Londra, il più grande centro culturale d'Europa, Il quotidiano britannico The Guardian li ha definiti come "i The Clash con la fisarmonica".
Dopo l'intenso lavoro di Sciopero, nel 2002 pubblicano un nuovo album di canzoni Alla bellezza dei margini. Il cd è il primo lavoro per l'etichetta discografica Mescal.
La conferma degli Yo Yo Mundi come valenti musicisti nell'ambito della canzone d'autore avviene con la loro partecipazione nel 2003 all'album di Giorgio Gaber Io non mi sento italiano.

### Non solo musica...
Nel 2002 hanno fondato un'etichetta discografica, la Sciopero Records, che si propone di dare visibilità a giovani musicisti spesso ignorati dal circuito discografico commerciale italiano. Tra questi i più noti sono Paolo Bonfanti e i Virginiana Miller. Tra gli album pubblicati dalla Sciopero Records figura anche "Tribe" dei Frangar Non Flectar.
Approfondiscono quello che avevano iniziato con la sonorizzazione di Sciopero!: contaminare la musica con altre espressioni artistiche quali la letteratura e il teatro.
Alla fine del 2003 pubblicano Musiche per una Favola, un cd con 11 brani inediti ispirato ed allegato al libro illustrato Storia del Bacicalupo Innamorato di Marco Castelnuovo, realizzato con la cooperativa sociale Impressioni Grafiche e i ragazzi dell'Istituto d'Arte di Acqui Terme.
Nel 2004 è la volta dell'album 54: la musica degli Yo Yo Mundi si intreccia con il romanzo 54 del collettivo Wu Ming. Partecipano con le loro voci gli attori Marco Baliani, Giuseppe Cederna, Fabrizio Pagella e Francesco Di Bella, cantante dei 24 Grana. L'album, registrato in presa diretta, diventa sia uno spettacolo di lettura scenica che una riduzione teatrale intitolata 54. Anno Incredibile.
Sempre nel 2004 esce il miniCD La Casa del Freddo, con 3 brani inediti (su 5), anche in questo caso allegato al romanzo di Sandro Ballestrazzi.

### Dal 2005 al 2010
Il 15 gennaio 2005 a Casale Monferrato gli Yo Yo Mundi tengono un concerto-evento in occasione del sessantesimo anniversario della Liberazione. È uno spettacolo intitolato La Banda Tom e altre Storie Partigiane, dedicato alla banda partigiana trucidata dai nazi-fascisti il 15 gennaio del 1945 con brani tratti da scritti di Fabrizio Meni, da cui nascono prima un miniCD omonimo, poi un album dal vivo e un DVD intitolati Resistenza con le immagini della serata e le testimonianze di partigiani raccolte dal regista del documentario Matteo Bellizzi.
Nel 2005 gli Yo Yo Mundi con Yo Yo Mundi alla Guerra di Troia ritentano l'avventura della sonorizzazione di un film: questa volta l'oggetto della loro attenzione è La caduta di Troia di Giovanni Pastrone, uno dei film pionieri della storia del cinema muto. Nasce così un nuovo spettacolo di lettura scenica a due voci (gli attori Franco Branciaroli e Federica Castellini), prodotto dal Museo Nazionale del Cinema di Torino e dal Festival di Critica Cinematografica di Alessandria.
Arriva nel 2006: L'ultimo testimone, un mini CD con 5 brani tratti da Resistenza rielaborati anche questa volta con l'aiuto di ospiti esterni (il brano che dà il nome al cd è remixato dagli Eiffel 65).
Nel 2007 esce Chang La Giungla Misteriosa. Anche in questo caso si tratta di una colonna sonora per l'omonimo film muto  del 1927 diretto da Merian C. Cooper ed Ernest B. Schoedsack.
Il 12 dicembre 2008 dopo sei anni dall'ultimo disco esce l'album di brani inediti Album rosso, tra gli ospiti Steve Wickham (dei Waterboys), Paolo Bonfanti, Alessio Lega, Patrizia Laquidara.
Sempre nel 2008 partecipano alla compilation Fuorisessione '08 con il brano Il giorno in cui vennero gli aerei. La compilation, a cui partecipano anche, fra gli altri, Paolo Benvegnù, Bandabardò, Giorgio Canali, Barrio Sud, Almamediterranea ecc.., è servito a raccogliere fondi per Emergency.
Si ricorda anche la partecipazione di Paolo Archetti Maestri e Fabio Martino nella reinterpretazione di Ho visto Nina volare (di Fabrizio De André e Ivano Fossati) da parte dei C.F.F. e il Nomade Venerabile, contenuta nell'album Lucidinervi del 2009.

### Gli ultimi lavori
A febbraio 2011 partecipano ad uno dei concerti organizzati dal Comitato per l'acqua pubblica e anticipano l'uscita del nuovo disco con il brano Rabdomantiko, il cui video viene pubblicato sul sito ufficiale del comitato per l'acqua pubblica.
Il 21 marzo 2011 esce Munfrâ (Felmay/Egea), un disco completamente dedicato al Monferrato. Una gestazione di 3 anni durante i quali gli Yo Yo Mundi hanno approfondito e studiato a fondo tutta la storia del Monferrato, dalla terra, alla lingua piemontese, passando per la tradizione, la storia, i cibi e i vini tipici.
Da sottolineare la collaborazione con Eataly, nata dall'importanza per le eccellenze (alimentari e non solo) che vengono raccontate all'interno del nuovo disco. Contiene anche un brano dedicato agli orsanti. Ospiti nel disco sono la Banda Osiris nel brano Lengua ed ssu; Eugenio Finardi nel brano La ballata del tempo de sogno.
Nel 2012 esce l'album La Strategia Del Colibrì con sottotitolo Raccolta di canzoni equo solidali. Si tratta, come recita il cd stesso di "...una raccolta di canzoni..... dedicate alla difesa di ambiente e diritti umani" e il ricavato del cd stesso è stato destinato al finanziamento di una scuola primaria di Kamujwa in Kenya (attraverso la Meru Herbs Onlus Italia-Cuneo). Da segnalare in quet'album la presenza di Teresa De Sio nella canzone Girotondo (cover di Fabrizio De André).
A  due anni di distanza da La Strategia Del Colibrì, esce a nome Andrea Pierdicca e Yo Yo Mundi il cd La Solitudine Dell'ape. Si tratta della trasposizione su CD dell'omonimo spettacolo teatrale, dove le canzoni degli Yo Yo Mundi sono inframezzate dalle letture di Andrea Pierdicca.
Arriviamo al 2016 per assistere alla pubblicazione dell'album di inediti dal titolo Evidenti Tracce di Felicità, contenente le partecipazioni di Gianni Maroccolo, Cristina Nico e di Anna Maria Stasi dei C.F.F. e il Nomade Venerabile. Evidenti Tracce Di Felicità è finalista delle Targhe Tenco 2016.
Nel 2021, dopo una campagna di crowdfunding conclusa con successo, pubblicano il nuovo album La rivoluzione del battito di ciglia (Felmay).

## Formazione

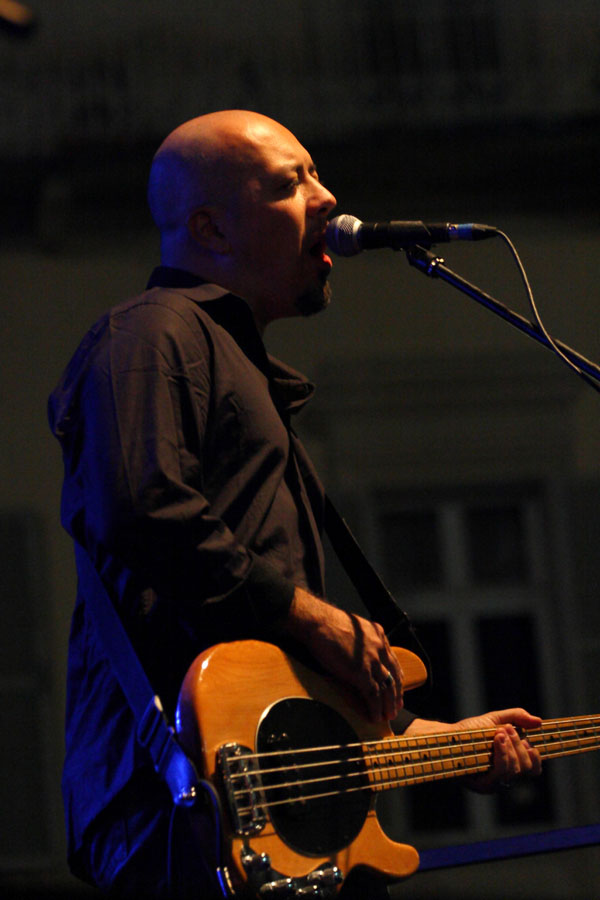
Il bassista Andrea Cavalieri

- Paolo Enrico Archetti Maestri - voce e chitarra
- Andrea Cavalieri - basso, contrabbasso, voce
- Fabio Martino - fisarmonica e tastiere
- Eugenio Merico - batteria
- Fabrizio Barale - chitarra e percussioni
- Chiara Giacobbe - violino

## Discografia

### Album in studio
- 1994 - La diserzione degli animali del circo
- 1996 - Percorsi di musica sghemba
- 1999 - L'impazienza
- 2001 - Sciopero
- 2002 - Alla bellezza dei margini
- 2004 - 54
- 2008 - Album rosso
- 2011 - Munfrâ
- 2012 - La strategia del colibrì
- 2016 - Evidenti tracce di felicità
- 2020 - La rivoluzione del battito di ciglia

### Live
- 1995 - Bande rumorose
- 2005 - Resistenza

### EP
- 2002 - Dio è triste
- 2002 - Ambaradan
- 2002 - La bellezza dei margini
- 2003 - La libertà
- 2005 - La Banda Tom e altre Storie partigiane
- 2006 - L'ultimo testimone

### Partecipazione a compilation
2007 - Diritti N.O.N. Umani - brano: L'ultimo Testimone

### Progetti speciali
- 2003 - Musiche per una Favola
- 2004 - La Casa del Freddo
- 2007 - Chang la giungla misteriosa (colonna sonora)
- 2008 - Fuorisessione '08 (album benefico di 20 cantanti/gruppi a favore di Emergency)
- 2014 - La solitudine dell'ape (come Andrea Pierdicca e Yo Yo Mundi)